# Putte hos John Blund
Putte hos John Blund (orig. Lullaby Land), är en tecknad kortfilm från 1933. Filmen ingår i Silly Symphonies-serien.
Musiken i filmen är komponerad av Frank Churchill och Leigh Harline.

## Handling
En mamma vaggar sin lille Putte till sömns. Plötsligt ligger vaggan ovanpå ett par träd och Putte och hans tyghund ramlar ur. De faller ner till ett land där marken är gjord av lapptäcken.
Putte upptäcker en stor blomma gjord av puder och puderdosor. Blomman börjar pudra honom och Putte kryper därifrån, rakt in i en blomma gjord av nappar. Under tiden nosar tyghunden upp ett träd som har skallror istället för blad. Trädet skakar på sina grenar och hunden springer förskräckt därifrån.
Putte och hunden lutar sig över en kant och får se en konstig marsch. Tallrikar, blöjor och nappflaskor är några av de saker som vandrar vägen fram. Putte och hunden skyndar sig för att hinna ifatt men upptäcker en väg som leder in i ett annat land; den förbjudna trädgården.
I den förbjudna trädgården finns enbart saker som små barn inte ska vara i närheten av, som bläckpennor, knivar och saxar. Putte springer dock glatt in och börjar slå sönder klockor med en hammare. Hunden springer åt ett annat håll och blir stucken av en orm i form av en nåldyna. Putte blir skrämd av ett gökur och ramlar baklänges in i en stor tändsticksask. Putte tar en tändsticka och tänder eld inte bara på den, utan på hela asken.
Brinnande tändstickor börjar jaga Putte och hunden. De räddar sig genom att hoppa på en båt gjord av tvål och tändstickorna går ett grymt öde till mötes i vattnet. Röken från de utslocknade tändstickorna bildar moln som senare förvandlas till troll. Trollen börjar dansa och Putte och hunden gömmer sig bakom en svamp. Putte blir skrämd och försöker fly, med trollen hack i häl. Putte springer ut till landet av lapptäcken igen och trollen försvinner.
John Blund tittar fram ur en buske och slänger sin drömsand på Putte och hunden. De försöker fly undan men lyckas inte och somnar snart in. Putte är tillbaka i sin vagga och hans mamma stoppar om honom.

## Om filmen
Filmen hade svensk premiär den 2 april 1934 på biografen på Rita i Stockholm och ingick i ett kortfilmsprogram tillsammans med sex kortfilmer till; Våga, vinn hästen min, King Kongs överman, Hund och katt, Råttfångaren från Hameln, Hans och Greta och Noaks ark.